# Soo Line Railroad

Logo der Soo Line Railroad ab den 1970er Jahren

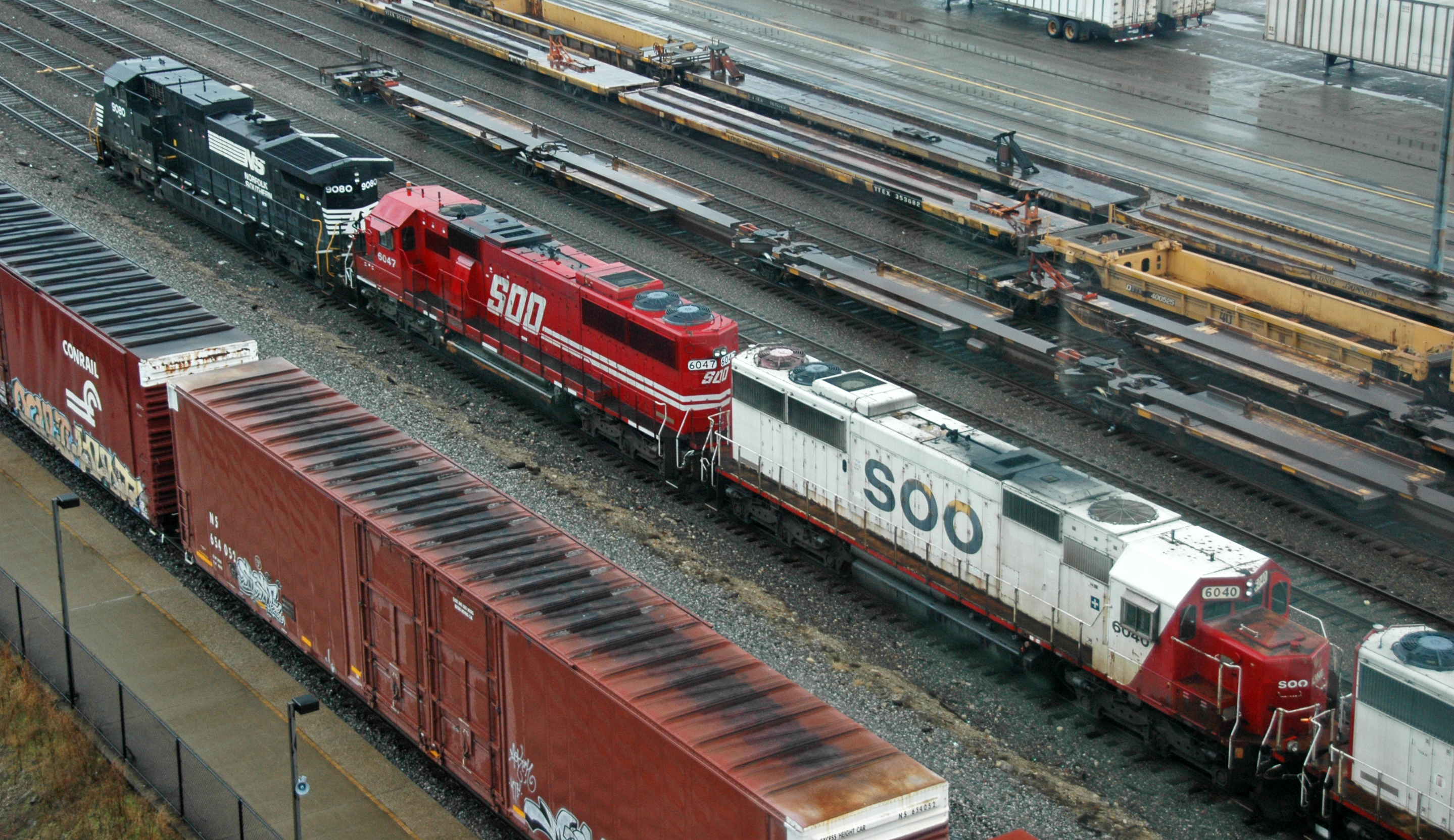
Farbgebung der Lokomotiven der Soo Line Railroad

Die Soo Line Railroad (SLRR, SOO) ist eine Eisenbahngesellschaft im mittleren Westen der Vereinigten Staaten. Das zum Konzern der Canadian Pacific Railway gehörende Unternehmen hat seinen Sitz in Minneapolis und ist eine von sieben US-amerikanischen Class-1-Eisenbahngesellschaften.

## Geschichte
Die Canadian Pacific Railway besaß zur Mitte des 20. Jahrhunderts mehrere Bahngesellschaften in den Vereinigten Staaten. Zur Vereinfachung der Unternehmensstruktur wurde am 1. Januar 1961 die Soo Line Railroad gegründet. Zu diesem Zwecke wurden die Duluth, South Shore and Atlantic Railroad umbenannt und die Minneapolis, St. Paul and Sault Ste. Marie Railroad und die Wisconsin Central Railroad auf diese verschmolzen. Als Name wurde der langjährige Spitzname der Minneapolis, St. Paul and Sault Ste. Marie Railroad gewählt. Diese leitet sich von der Aussprache des Wortes Sault ab.
Zum Gründungszeitpunkt war kaum noch nennenswerter Personenverkehr vorhanden. Durch die Bahngesellschaft wurden noch bis Dezember 1963 der Soo-Dominion, bis März 1967 der Winnipeger und bis Mai 1968 der Copper Country Limited betrieben. Danach waren nur noch vereinzelt gemischte Züge unterwegs.
1982 erwarb die Soo Line die Minneapolis, Northfield and Southern Railway (MN&S) für 6 Millionen Dollar, die vor allem im Bereich Minneapolis aktiv war.
1984 wurden die Soo Line Corporation (SLC) als Holdinggesellschaft gegründet und alle Anteile an der Soo Line Railroad auf diese übertragen. Am 19. Februar 1985 erwarb die Gesellschaft das Vermögen der Chicago, Milwaukee, St. Paul and Pacific Railroad (Milwaukee Road). Zum 1. Januar 1986 wurden diese und die MN&S mit der Soo Line Railroad verschmolzen. Der Erwerb der Milwaukee Road sowie die Übernahme entsprechender Kreditverbindlichkeiten zusammen mit der notwendigen Instandsetzung der Bahnstrecken der Milwaukee Road ging an die finanziellen Grenzen der Soo Line Railroad.
Anfang 1986 wurden die Strecken mit einer geringen wirtschaftlichen Bedeutung, vor allem in Wisconsin und in Michigan, in die "Lake State Transportation Division" (3.200 Kilometer) ausgelagert und im Oktober 1987 für 133 Millionen Dollar an die neu gegründete Wisconsin Central verkauft.
Für 1988 konnte das Unternehmen erstmals wieder einen Gewinn von 15,6 Millionen Dollar verbuchen, nachdem es zuvor mehrere Jahre Verlust geschrieben hatte.
Ende der 1980er beabsichtigte die Canadian Pacific zunächst, ihren 56%-Anteil an der Soo Line zu verkaufen. Da sich jedoch kein Käufer fand, übernahm die CP die Soo Line 1990 für 90 Millionen Dollar schließlich komplett. In der Folge wurde die Soo Line mit einem Streckennetz von zuletzt rund 9.000 Kilometer und über 1000 Beschäftigten in die CP integriert. Zu diesem Zeitpunkt war die Soo Line die zehntgrößte Bahngesellschaft der Vereinigten Staaten. Strecken mit einer Gesamtlänge von 900 km wurden 1990 an die Dakota, Missouri Valley and Western Railroad verkauft. Weitere 1.839 km wurden 1997 an das Gemeinschaftsunternehmen I&M Rail Link veräußert, an dem die CP ein Drittel der Anteile hielt.
Heute existieren die Soo Line Railroad und die Soo Line Corporation nur noch auf dem Papier und dienen dazu als US-Tochter des kanadischen Unternehmens zu fungieren. So war 2001 bis 2007 die 1991 von der Canadian Pacific übernommene Delaware and Hudson Railway eine Tochter der Soo Line Corporation. Die 2007 erworbene Dakota, Minnesota and Eastern Railroad wird indirekt durch die Soo Line Corporation gehalten.

## Streckennetz
Das Streckennetz bestand aus einer Ost-West-Verbindung zwischen Sault Ste. Marie über Minneapolis nach Portal (North Dakota) an der Grenze zu Kanada. Die wichtigsten Zweigstrecken führten von Wisconsin Junction nach Süden bis nach Chicago, sowie von Glenwood nach Norden bis nach Noyes, dort Anschluss der CP-Strecke nach Winnipeg. In Upper Michigan führte eine Bahnstrecke von Sault Ste. Marie nach Duluth. Duluth war außerdem über mehrere Strecken mit der Ost-West-Strecke verbunden.
Durch den Kauf der Milwaukee Road kamen Strecken im südlichen Minnesota, in Iowa sowie nach Kansas City und Louisville hinzu. Mit dem Verkauf der Lake State Transportation Division wurde das gesamte Netz in Upper Michigan sowie in Nord-Wisconsin (u. a. die Verbindung Minneapolis-Manitowoc) abgegeben. Die Strecken nach Kansas City und Louisville wurden später von der CP verkauft.

## Fahrzeugpark
Die Soo Line Railroad übernahm die Lokomotiven der Vorgängergesellschaften. Zum Zeitpunkt der Gründung war die Umstellung auf den Dieselbetrieb vollständig abgeschlossen. Ab 1963 bis 1967 wurden Lokomotiven der Baureihen EMD GP30, GP35 und GP40 beschafft. 1969 bis 1975 wurden Lokomotiven der Baureihen SD40 und SD40-2 gekauft. 1977 bis 1983 wurden GP38-2 und anschließend von 1987 bis 1989 SD60/SD60M erworben. 1968 mietete die Bahngesellschaft mehrere GE U30C.
Dazu kamen dann noch 1986 die von der Milwaukee Road übernommenen Diesellokomotiven.

## Farbgebung
Nach der Schaffung der Soo Line Railroad wurde die Farbgebung vor allem der Lokomotiven einer Neugestaltung unterzogen. So erhielten die Lokomotiven eine weiß-rote Farbgebung. Auf den Seiten war groß "SOO" angeschrieben. Später wurden die Lokomotiven komplett in rot lackiert.

## Unternehmensleitung

### Präsident, Chief Executive Officer
- 1961–1979: Leonard H. Murray (Präsident bis November 1978)
- 1978–1983: Thomas M. Beckley (Präsident ab November 1978; CEO ab 1. Januar 1980 bis April 1984)
- 1983–1989: Dennis Miles Cavanaugh (CEO ab April 1984)
- 1989–2004: Edwin V. Dodge

### Chairman of the Board
- 1961–1965: G. Allan MacNamara
- 1978–1979: Leonard H. Murray[5]
- 1983-April 1985: Thomas M. Beckley

### Soo Line Corporation
- 1984–1989: Dennis Miles Cavanaugh (Chairman of the Board und CEO)
- 1989–2004: Edwin V. Dodge (Präsident und CEO)
- 1989–1992: Donald Swanson (Chairman of the Board)

## Unternehmenssitz
Sitz des Unternehmens war ab Gründung im First National Bank-Soo Line Building, 501 Marquette Avenue South, in Minneapolis. 2012 wurde der Sitz ins Canadian Pacific Plaza, 120 South Sixth Street, verlegt.